# Synageles occidentalis
Synageles occidentalis là một loài nhện trong họ Salticidae.
Loài này thuộc chi Synageles. Synageles occidentalis được Cutler miêu tả năm 1988.